# Beowulf

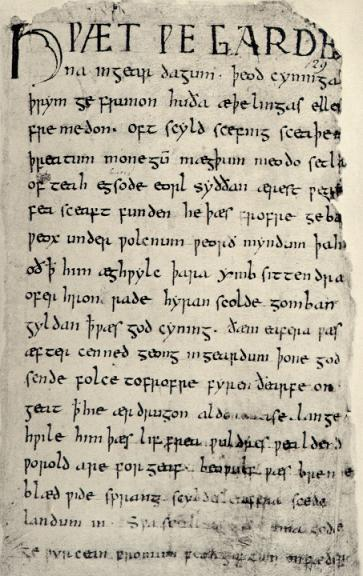
Prima pagină

Beowulf este un poem epic anglo-saxon, scris în engleza veche între secolele al VIII-lea și al X-lea. Poemul descrie faptele eroice ale eroului Beowulf, în lupta sa împotriva monștrilor. Unele pesonalități menționate în poem au referințe istorice (Hrothgar, Hrothulf, Ohthere) și sunt menționate în surse scandinave timpurii, precum Gesta Danorum⁠(d). Critica modernă a operei începe cu J.R.R. Tolkien, mai cunoscut drept autor al romanului fantasy Stăpânul Inelelor, dar care era un celebru profesor la Universitatea din Oxford, specialist în limbi nordice vechi. 
Evenimentele și personalitățile descrise în lucrare descriu o perioadă de 200 de ani, începând cu anul 450 d.Cr., și se petrec pe teritoriul Danemarcei. Poemul are un caracter sincretic, combinând valorile germanice vechi sau păgâne și cele creștine, și definește relațiile dintre rege și tanii (războinicii) săi. 
Beowulf, un războinic din secolul al VI-lea, s-a luptat cu monstrul Grendel, care a făcut prăpăd în palat, omorând oamenii lui Hrothgar, regele danezilor.
La întoarcerea în țara sa, Beowulf a fost triumfător salutat de poporul lui. După moartea unchiului său, Beowulf a devenit regele lor.
Grendel, mama unuia din monștrii uciși de unul dintre nobilii danezi, e dornică să-și răzbune fiul, dar Beowulf o găsește și o ucide.
În timpul domniei sale de 50 de ani, regatul lui Beowulf a fost invadat de un dragon de foc, pe care a reușit să-l omoare cu ajutorul unui tânăr nobil, Wiglaf, restul camarazilor săi fugind. Beowulf a fost lovit de moarte în luptă și, în timp ce se stingea, l-a declarat pe Wiglaf succesorul lui. Trupul lipsit de viață al lui Beowulf a fost pus pe un rug funerar mare, fiind astfel onorat de oamenii săi. Doisprezece dintre camarazii săi ședeau călare în jurul rugului aprins, sărbătorind măreția lui. Cenușa lui este îngropată împreună cu comoara dragonului.    
Unele traduceri și adaptări la engleza modernă (secolele al XX-lea și al XXI-lea), vezi:  
- "Beowulf: A New Verse Translation" ori "Heaneywulf⁠(d)", de Seamus Justin Heaney (1999);
- "Beowulf: A Translation and Commentary⁠(d)", de J.R.R. Tolkien (1920-1926), publicat în 2014.